# Moj svodnyj brat Frankensjtejn
Moj svodnyj brat Frankensjtejn (russisk: Мой сводный брат Франкенштейн) er en russisk spillefilm fra 2004 af Valerij Todorovskij.

## Medvirkende
- Leonid Jarmolnik som Julik
- Daniil Spivakovskij som Pavlik
- Jelena Jakovleva som Rita
- Artjom Sjalimov som Jegor
- Marianna Ilina som Anja